# Wassili Iwanowitsch Maikow

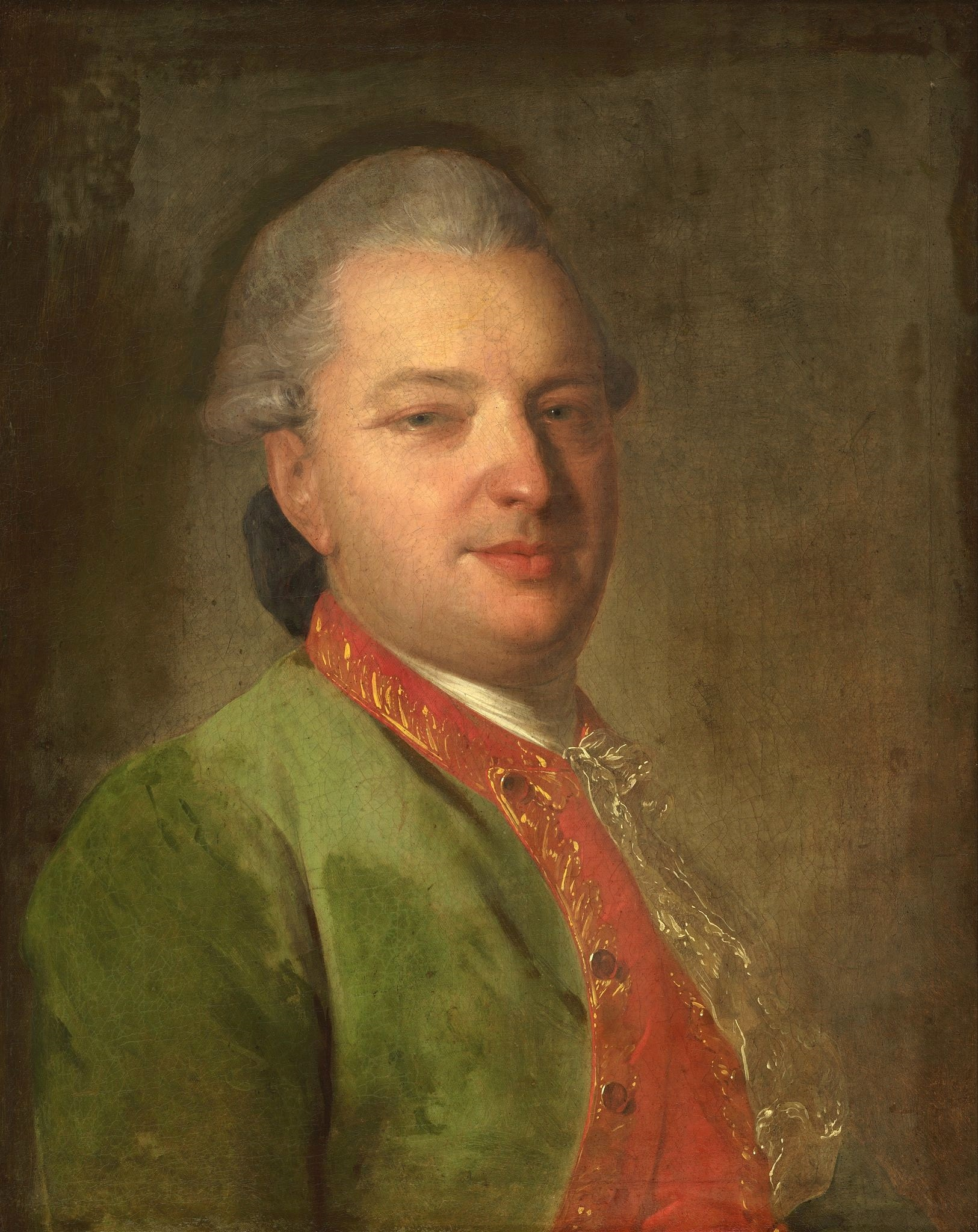
Wassili Maikow, Gemälde von Fjodor Rokotow (1775)

Wassili Iwanowitsch Maikow (russisch Василий Иванович  Майков, wissenschaftliche Transliteration Vasilij Ivanovič  Majkov; geboren 1728 in Jaroslawl; gestorben 1778) war ein russischer Dichter, der Trauer- und Lustspiele verfasste.
Majkow ist in Russland vor allem als Schöpfer des komischen Epos durch das zynische, aber witzige „Heldengedicht“ Елисей, или Раздраженный Вакх („Elisa oder der verärgerte Bacchus“ 1771, Neuauflage 1778) bekannt.
Seine Werke fanden Aufnahme in russischen Sammlungen bzw. Buchreihen wie Russisches Theater und der  Bibliothek der Weltliteratur.
In seinem Stück Ein Dorffest, oder Gekrönte Tugend / Деревенский праздник, или Увенчанная добродетель werden die russischen Bauern als arkadische Schwäne dargestellt.

## Werke (Auswahl)
- 1768: Торжествующий Парнас (Parnass triumphiert)
- 1769: Агриопа (Agriope)
- 1771: Елисей, или Раздраженный Вакх (Elisa oder der verärgerte Bacchus), Neuauflage 1778
- 1773: Themistes und Hieronyma
- 1777: Деревенский праздник, или Увенчанная добродетель (Ein Dorffest oder Gekrönte Tugend)